# باتريك ك. كالدويل
باتريك ك. كالدويل (بالإنجليزية: Patrick C. Caldwell)‏ هو محامي وسياسي أمريكي، ولد في 10 مارس 1801 في نيوبيري في الولايات المتحدة، وتوفي في 22 نوفمبر 1855. حزبياً، نشط في الحزب الديمقراطي. وقد انتخب عضو مجلس نواب كارولاينا الجنوبية وانتخب عضو مجلس ولاية كارولاينا الجنوبية وانتخب عضو مجلس النواب الأمريكي.